# Hadronyche
Genre
Synonymes
- Styphlopis Rainbow, 1913
- Pseudatrax Rainbow, 1914
- Anepsiada Rainbow & Pulleine, 1918

Hadronyche est un genre d'araignées mygalomorphes de la famille des Atracidae.

## Distribution
Les espèces de ce genre sont endémiques de l'Est de l'Australie.

## Liste des espèces
Selon World Spider Catalog (version 26, 11/06/2025) :
- Hadronyche adelaidensis (Gray, 1984)
- Hadronyche alpina Gray, 2010
- Hadronyche annachristiae Gray, 2010
- Hadronyche anzses Raven, 2000
- Hadronyche cerberea L. Koch, 1873
- Hadronyche emmalizae Gray, 2010
- Hadronyche eyrei (Gray, 1984)
- Hadronyche flindersi (Gray, 1984)
- Hadronyche formidabilis (Rainbow, 1914)
- Hadronyche infensa (Hickman, 1964)
- Hadronyche jensenae Gray, 2010
- Hadronyche kaputarensis Gray, 2010
- Hadronyche lamingtonensis Gray, 2010
- Hadronyche levittgreggae Gray, 2010
- Hadronyche lynabrae Gray, 2010
- Hadronyche macquariensis Gray, 2010
- Hadronyche marracoonda Gray, 2010
- Hadronyche mascordi Gray, 2010
- Hadronyche meridiana Hogg, 1902
- Hadronyche modesta (Simon, 1891)
- Hadronyche monaro Gray, 2010
- Hadronyche monteithi Gray, 2010
- Hadronyche nadgee Whitington & Harris, 2021
- Hadronyche nimoola Gray, 2010
- Hadronyche orana Gray, 2010
- Hadronyche pulvinator (Hickman, 1927)
- Hadronyche raveni Gray, 2010
- Hadronyche simonfearni Raven & Douglas, 2025
- Hadronyche tambo Gray, 2010
- Hadronyche valida (Rainbow & Pulleine, 1918)
- Hadronyche venenata (Hickman, 1927)
- Hadronyche versuta (Rainbow, 1914)
- Hadronyche walkeri Gray, 2010

## Systématique et taxinomie
Ce genre a été décrit par L. Koch en 1873. Il est placé dans les Hexathelidae par Raven en 1980 puis dans les Atracidae par Hedin, Derkarabetian, Ramírez, Vink et Bond en 2018.
Styphlopis, Pseudatrax et Anepsiada ont été placés en synonymie par Gray en 1988.

## Publication originale
- L. Koch, 1873 : Die Arachniden Australiens. Nürnberg, vol. 1, p. 369-472 (texte intégral).